# Akh

Glif Akh

Akh (3ḫ czyli efektywność), ach – rodzaj ducha w mitologii egipskiej i kemetyzmie. Koncepcja akh wielokrotnie zmieniała się w długiej historii wierzeń starożytnych Egipcjan. Poza Ka i Ba stanowi jeden z centralnych elementów, aspektów nieśmiertelnej osobowości, nawet po śmierci fizycznego ciała. 
W późniejszych wierzeniach uważano, że Ka zmienia się w Akh i Ba po śmierci faraona raczej, niż jednoczy z Ba by stać się Akh. W tym okresie wierzono, że Akh spędza trochę czasu żyjąc w świecie podziemnym zanim powraca i podlega reinkarnacji jako Ka, zyskując nowe Ba.
Oddzielenie Akh i unifikacja Ka z Ba następowały po śmierci, kiedy dusza złożyła odpowiednie ofiary i znała odpowiednie, skuteczne zaklęcia. Procesowi temu, towarzyszyło jednak ryzyko ponownej śmierci. Egipska literatura pogrzebowa (taka jak Teksty Sarkofagów i Księga umarłych) miały uchronić zmarłego od “ponownej śmierci” i pomóc w przemianie w Akh.
W sztuce Egiptu Akh symbolizował jeden z gatunków ibisa